# Arnold Houbraken

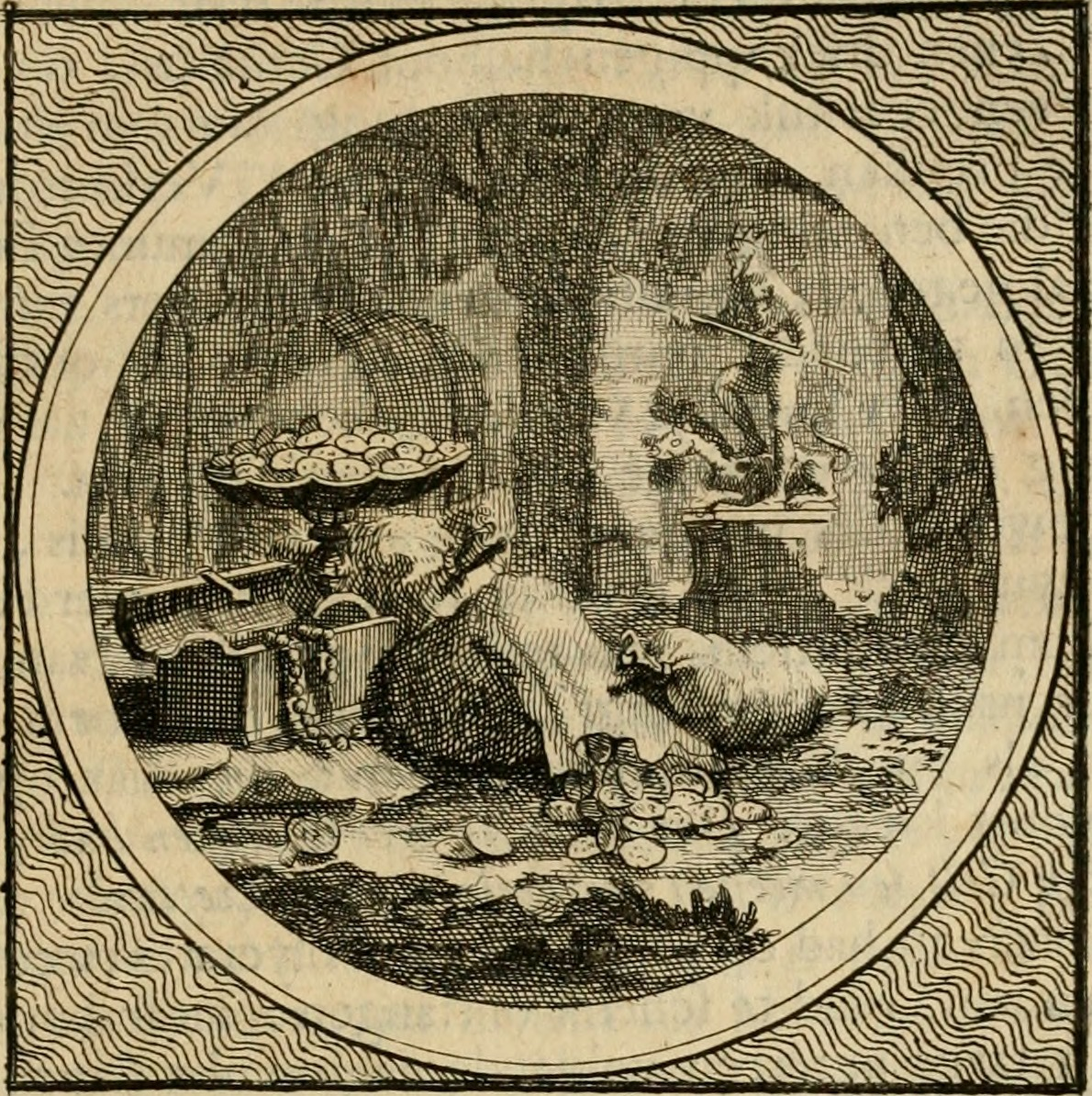
Afbeelding uit Stichtelyke zinnebeelden gepast op deugden en ondeugden in LVII tafereellen vertoont.

Arnold Houbraken (Dordrecht, 28 maart 1660 – Amsterdam, 14 oktober 1719) was een kunstschilder en schrijver.

## Biografie
Houbraken was een leerling van Willem van Drielenburg, Jacobus Leveck en Samuel van Hoogstraten. In 1685 huwde hij Sara Sasbout. Rond 1709 verhuisde hij naar Amsterdam op uitnodiging van Jonas Witsen. In 1713 maakte hij een reis naar Engeland om een historisch werk te illustreren.

## Familie
Zijn zoon Jacobus (1698–1780) was een bekend graveur van portretten en boekillustraties, onder andere voor de boeken van zijn vader. Zijn dochter Antonina (1686-1736) was tekenaar en illustrator. Zij was getrouwd met de topografische tekenaar Jacobus Stellingwerff (1667-1727). Ook zijn dochter Christina schilderde en tekende. Zij trouwde met de schilder Anthony Elliger. Hun dochter Christina Maria werd tekenares.

## Schilderwerk
Arnold Houbraken schilderde mythologische en Bijbelse taferelen, portretten en landschappen.

## Boeken
Arnold Houbraken schreef het boek De groote schouburgh der Nederlantsche konstschilders en schilderessen (1718–1721), met daarin biografieën van kunstschilders uit de zeventiende eeuw. Het boek is een uiterst belangrijke bron van kennis. Het bestaat uit drie delen en is een vervolg op het Schilderboeck van Carel van Mander uit 1604. Dertig jaar na Houbrakens dood werd een tweede uitgave gepubliceerd, in enigszins gewijzigde vorm. Een facsimile van deze uitgave werd in 1976 door de uitgeverij B.M. Israel BV te Amsterdam gepubliceerd.
Het boek met 57 prenten Stichtelyke zinnebeelden (1723) stond ook op naam van Gesina Brit. Zij schreef tienregelige ‘bijgedichten’ bij de prenten van Arnold Houbraken in deze bundel.